# Тиченго
Тичѐнго (на италиански: Ticengo, на местен диалект: Tisench, Тисенк) е село и община в Северна Италия, провинция Кремона, регион Ломбардия. Разположено е на 76 m надморска височина. Населението на общината е 443 души (към 2016 г.).